# Bên cầu biên giới
"Bên cầu biên giới" là một bài hát được nhạc sĩ Phạm Duy sáng tác năm 1947, là một trong những bài hát nổi tiếng nhất của ông. Đây là bài hát gây tranh cãi một thời.
Pham Duy kể ông viết ra bài Bên cầu biên giới khi nhớ tới người đẹp khi ông đang ở thị xã Lào Cai.

## Ngoài lề
Phạm Duy xếp "Bên cầu biên giới" vào loại "Tình ca giang hồ". Bày này khiến cho Phạm Duy bị hội văn nghệ kháng chiến chỉ trích vì chất chứa "tính chủ quan không thể chấp nhận, tính lãng mạn và tiểu tư sản". Lãnh đạo Việt Minh bảo phải "khai tử" một bài ca "chơi" nói về một cuộc tình là "Bên cầu biên giới" nhưng Phạm Duy thấy khó chịu và không chấp nhận. Nhạc sĩ Nguyễn Xuân Khoát sau khi nghe bài này cũng đến khuyên Phạm Duy nên từ bỏ "đầu óc lãng mạn thành thị", xóa sổ bài hát này đi - để được kết nạp vào Đảng Cộng sản. Tuy nhiên, ông thà không vào Đảng chứ không chịu bỏ sáng tác nhạc tình.

## Link ngoài
- "Bên cầu biên giới" của Phạm Duy được phép phổ biến Báo Dân trí